# Rodolfo Illanes
Rodolfo Joaquín Illanes Alvarado (La Paz, Bolivia; 18 de agosto de 1958 - Panduro, Bolivia; 25 de agosto de 2016) fue un abogado, profesor universitario y político boliviano. Se desempeñó como viceministro de Régimen Interior de Bolivia desde el 14 de marzo de 2016 hasta el 25 de agosto de 2016; durante el tercer gobierno del presidente Evo Morales Ayma. Entre 2009 y 2012 fue viceministro de Empleo. En agosto de 2016 fue secuestrado, torturado y asesinado al intentar negociar durante un conflicto con mineros cooperativistas.

## Biografía
Rodolfo Illanes nació en la ciudad de La Paz , en la zona Garita de Lima,  el 18 de agosto de 1958. Hizo sus estudios primarios y secundarios en el colegio San Antonio de Padua. Tras realizar el servicio militar ingresó a la carrera de Derecho en la Universidad Mayor de San Andrés, UMSA, en la que se tituló como abogado. Realizó una especialidad en Ciencias Penales en la Universidad de Costa Rica y una maestría en la Universidad de Cuba además de cursar otras especialidades en la Universidad de Salamanca de España.
Como abogado ejerció la abogacía por más de 25 años. También fue docente universitario de las materias de Derecho Penal I, Derecho Procesal Orgánico y Clínica Legal en la carrera de Derecho de la UMSA y enseñó Legislación Laboral y Tributaria en la carrera de Contaduría Pública.

### Carrera pública
Illanes fue fundador de la Defensa Pública y ayudó en la creación e instalación de la Universidad Nacional Siglo XX de Llallagua en Potosí. También fue jefe del departamento jurídico de la Universidad Mayor de San Andrés y por tres meses se desempeñó como director jurídico de la Alcaldía de La Paz. 
En el mundo sindical fue asesor de la Federación Departamental Única de Trabajadores Campesinos de La Paz  “Tupaj Katari”, asesor de la Central Obrera Boliviana,  e impulsó el sindicato de trabajadores judiciales de La Paz y Bolivia.
En 2006 fue asesor del presidente Morales en asuntos penales, entre 2007 y 2009 superintendente del Servicio Civil y de 2009 a 2012 asumió el cargo de viceministro de Empleo.
Trabajó además como consultor en el Ministerio de Relaciones Exteriores y posteriormente asumió la titularidad del Viceministerio de Coordinación Gubernamental del Ministerio de la Presidencia. El 14 de marzo de 2016, pasó a ser el nuevo titular del Viceministerio de Régimen Interior y Policía, en reemplazo de su antecesor, Marcelo Elío Chávez, cargo que ocupó al menos seis meses, hasta que fue asesinado jueves 25 de agosto de 2016 durante los enfrentamientos de mineros cooperativistas y policías.

### Conflicto minero y muerte
Durante el conflicto con los mineros cooperativistas, el viceministro Illanes se trasladó a la localidad de  Panduro cercana a la carretera La Paz-Oruro, en el Departamento de La Paz,  para negociar con los huelguistas. Los cooperativistas mineros llevaban tres días protestando y bloqueando la vía. En los enfrentamientos con la policía murieron al menos dos mineros.
El gobierno denunció el secuestro por parte de los mineros.
El viceministro y su edecán, quienes viajaban en un vehículo oficial, fueron interceptados a las 10:00 por un grupo de cooperativistas mineros en las afueras de la localidad de Panduro. Los contrapropistas rodearon el motorizado (una vagoneta de color plomo), abrieron las puertas e hicieron descender a sus ocupantes. En la noche, el Ministerio de Gobierno informó en su cuenta de Twitter que el viceministro Illanes «llamó tres veces (10:38, 10:47 y 15:51) para pedir auxilio y denunciar que cooperativistas amenazaban descuartizarlo». Un testigo contó cómo el auto de Illanes fue interceptado por los mineros cooperativistas, quienes lo secuestraron, lo torturaron salvajemente y luego lo asesinaron.
Casi al final de la jornada, el ministro de Gobierno, Carlos Romero, confirmó su muerte. El cadáver del viceministro Illanes fue hallado en la carretera que une La Paz con Oruro, entre las poblaciones de Koani y Panduro.
Según los resultados de la autopsia Illanes, fue torturado supuestamente durante seis o siete horas antes de ser asesinado por los mineros que lo secuestraron, informó el fiscal general, Ramiro Guerrero. El examen médico también reveló un “severo traumatismo craneal y la fractura de costillas”, producto de los golpes que sufrió cuando era trasladado El informe también confirmó que la muerte de Illanes ocurrió entre las 17.30 y 18.00 horas locales (21.30 y 22.00 GMT) del jueves “por lo que se presume que padeció torturas cerca a seis a siete horas”, según un comunicado distribuido por la Fiscalía a los medios.